# عبد الله حسين منصور
عبد الله حسين منصور سعيدان يعرف عمومًا بـعبد الله منصور أو عبد الله سعيدان (17 نوفمبر 1942 - 28 نوفمبر 2015) شاعر ومحترف إعلامي أردني فلسطيني. ولد في المنسي من قضاء حيفاء في فلسطين الانتدابية. حصل على الإجازة في الأدب العربي من جامعة بيروت العربية، ودبلوم عالٍ في الإعلام من الجامعة الأردنية، وماجستير في الأدب العربي من جامعة البنجاب. واصل دراسته في الإخراج التلفزيوني والسينمائي في هولندا. عمل مدرّسًا مدة، ثم دخل الإعلام في ميادينه المتنوّعة. وعيّن ملحقًا ثقافيًا في السفارة الأردنية في باكستان. له دواوين شعرية عديدة ومسرحية شعرية للأطفال، وعدة روايات وله بعض مؤلفات في النقد الأدبي. توفي في سحاب ودفن بها.

## سيرته
ولد عبد الله حسين منصور الموسى سعيدان يوم 17 نوفمبر 1942/ 9 ذي القعدة 1361 في قرية المنسي بقضاء حيفا في فلسطين الانتدابي. حصل على الليسانس في الأدب العربي من جامعة بيروت العربية، وعلى شهادة الدبلوم العالي في الإعلام من الجامعة الأردنية، وعلى الماجستير في الأدب العربي من جامعة البنجاب، وسافر في بعثة إلى هولندا لدارسة الإخراج التفلزيوني والسينمائي في معهد R N T C.
عمل مفتشًا للوسائل التعليمية في السعودية حتى سنة 1970، ثم في التلفزيون الأردني معدًا ومقدمًا للبرامج الثقافية، فمخرجًا تلفزيونيًا. وفي عام 1982 عمل في الجامعة الأردنية رئيسًا لقسم المطبوعات، والمحرر المسؤول عن جريدة صورت الطلبة، ومجلة أبناء الجامعة لمدة أربع سنوات. ثم عيّن ملحقًا ثقافيًا في السفارة الأردنية بإسلام آباد،‌ باكستان من 1988 حتى 1990. ثم انتقل مديرًا لمديرية العلاقات الثقافية بوزارة التعليم العالي الأردني من 1986 حتى 1988.
عمل في التلفزيون الأردني من 1970 حتى 1982 كاتب نصوص أدبية، وكاتب تعليقات على البرامج الوثائقية، ومعد ومقدم ومخرج برامج وثائقية وثقافية وتربوية.

كان عبد الله منصور عضوًا في كل من رابطة الكتاب الأردنيين، والاتحاد العام للأدباء والكتاب العرب، واللجنة الوطنية الأردنية العليا للمؤتمر التربوي، والهيئة الوطنية الأردنية العليا للتربية والثقافة والعلوم (اليونسكو)، ورابطة الفنانين التشكيليين الأردنيين. وعيّن نائب الأمين العام لحزب دعاء.
توفي عبد الله منصور يوم 28 نوفمبر 2015/ 16 صفر 1437 وشييع جثمانه في 30 نوفمبر في سحاب. في 22 فبراير 2016 نظمت لجنة النقد الأدبي في رابطة الكتاب الأردنيين حفل تأبين له بمناسبة مرور أربعين يوما على رحيله.

## مؤلفاته
له مقالات السياسية في جريدة «الرأي» و «الدستور» الأردنيتين في زاويتي «آراء حرة» و «مع الحياة والناس».
- «غداً سفري»، 1970
- «مواويل للحب و الحرب»، 1973
- «الرحيل عن الأرصفة المنسية»، 1977
- «أوجاع فلسطينية»، 1980
- «الحب يليق بحيفا»، 1983
- «ترانيم لامرأة من شفق»، 1986
- «رباعية اغتيال القمر»، 1986
- «طيور  الشمس»، 1992
- «الأعمال الكاملة»، الجزء الأول: 1995،  الجزء الثاني: 2009
- «مرايا الروح»، 1995
- «قراءة العطش»، 1997
- «وطن وحجر وحمام»، 2003  [10]
- «من حصاد العمر»، 2006
- «شبابيك على الجهات الاربع»، 2006

من مسرحياته:
- «الغزال كحول»، مسرحية مشتركة للأطفال ، 1986
- «شيء من الغضب»، 1983

من مؤلفاته نقدية أدبية:
- «مبدعون عرب:أبواب إلى رؤى نقدية»،  1997
- «واقع الشعر الحديث في الاردن»،  1998
- «الرواية الاردنية (اللغة، البناء، المضمون»،  1999
- «صورة المراة في شعر عبد الرحيم عمر»، 2000

من رواياته :
- «الرحيل بعيداً ...»،  2000
- «الزمن الذي هرب»، 2001